# Volvo DRIVe

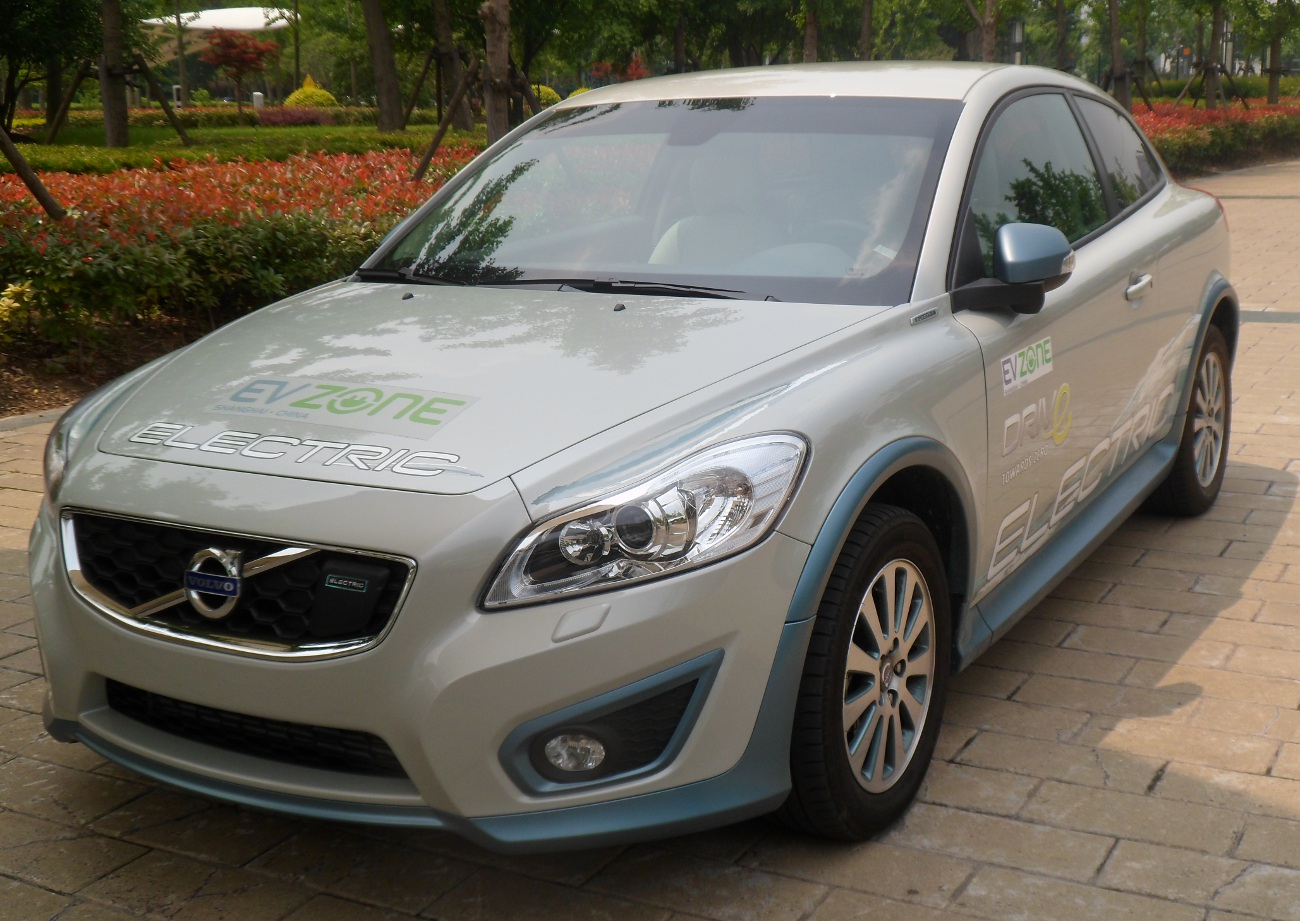
Volvo C30 DRIVe.

DRIVe är en klass av bilar från Volvo Personvagnar som har lägre utsläpp av koldioxid än av tillverkaren uppsatta gränsvärden för bilar i olika klasser.

## Historik
DRIVe började som en konceptbil på Frankfurt bilsalongen 2007 i form av en modell kallad "C30 Efficiency", som uppgavs ha ett koldioxidutsläpp under 120 g/km. Konceptbilar är fordon som tas fram för att bland annat undersöka möjligheterna och intresset för att ta en modell i produktion eller föra in nya idéer i en tillverkares ordinarie modellprogram. Reaktionerna ledde till att Volvo började tillverka modellen C30 Efficiency.
Hösten 2008 lanserades programmet DRIVe, baserat på tekniken och erfarenheterna man gjort.
Först ut blev Volvo C30, S40 och V50 1.6D DRIVe. Modellerna klassades som miljöbil enligt de svenska kraven på koldioxidutsläpp om maximalt 120 g/km. Volvo använde olika åtgärder för att åstadkomma detta:
- Bilarnas chassi sänktes 10 mm
- Bilarnas aerodynamik förbättrades: nya och effektivare spoilers monterades och vindavvisare sattes framför framhjulen. Grillens luftintag täcktes. Däcken hade lägre rullmotstånd.
- Växellådsoljan var av en typ som ger mindre friktion och växellådans utväxling ändrades
- Föraren fick hjälp med att växla optimalt genom en växlingsindikator
- Motorns styrmjukvara modifierades
- Bilarnas elektrohydrauliska servostyrning gjordes om för att minska effektförbrukningen.[4]

År 2009 kompletterades åtgärderna med ytterligare åtgärder för sänkt bränsleförbrukning: start/stopp-automatik för motorn och regenerativ laddning vid bromsning.
Våren 2009 meddelade Volvo att man fortsatt utveckla den ursprungliga idén med DRIVe så att flera av de aerodynamiska åtgärderna man först vidtog kunnat tas bort på de nya 119-grams versionerna.

## Modellutbud DRIVe 2010
Mellanklassbilar
| Modellnamn                 | Effekt (hk) | Vridmoment (Nm@rpm) | Volym (cm³) | Motormodell | Förbrukning (l/100km) | CO2-utsläpp (g/km) | Kommentar               | Aktuell? |
| -------------------------- | ----------- | ------------------- | ----------- | ----------- | --------------------- | ------------------ | ----------------------- | -------- |
| C30 1.6D DRIVe             | 109         | 240@1750            | 1560        | D4164T      | 4.5                   | 119                | 4-cylindrig turbodiesel | Ja       |
| S40 1.6D DRIVe             | 109         | 240@1750            | 1560        | D4164T      | 4.5                   | 119                | 4-cylindrig turbodiesel | Ja       |
| V50 1.6D DRIVe             | 109         | 240@1750            | 1560        | D4164T      | 4.5                   | 119                | 4-cylindrig turbodiesel | Ja       |
| C30 1.6D DRIVe Start/Stopp | 109         | 240@1750            | 1560        | D4164T      | 3.8                   | 99                 | 4-cylindrig turbodiesel | Ja       |
| S40 1.6D DRIVe Start/Stopp | 109         | 240@1750            | 1560        | D4164T      | 3.9                   | 104                | 4-cylindrig turbodiesel | Ja       |
| V50 1.6D DRIVe Start/Stopp | 109         | 240@1750            | 1560        | D4164T      | 3.9                   | 104                | 4-cylindrig turbodiesel | Ja       |

Stora bilar
| Modellnamn     | Effekt (hk) | Vridmoment (Nm@rpm) | Volym (cm³) | Motormodell | Förbrukning (l/100km) | CO2-utsläpp (g/km) | Kommentar               | Aktuell? |
| -------------- | ----------- | ------------------- | ----------- | ----------- | --------------------- | ------------------ | ----------------------- | -------- |
| V70 1.6D DRIVe | 109         | 240@1750            | 1560        | D4164T      | 4.5                   | 119                | 4-cylindrig turbodiesel | Ja       |
| S80 1.6D DRIVe | 109         | 240@1750            | 1560        | D4164T      | 4.5                   | 119                | 4-cylindrig turbodiesel | Ja       |
| V70 1.6D DRIVe | 109         | 240@1750            | 1560        | D4164T      | 4.9                   | 129                | 4-cylindrig turbodiesel | Nej      |
| S80 1.6D DRIVe | 109         | 240@1750            | 1560        | D4164T      | 4.8                   | 128                | 4-cylindrig turbodiesel | Nej      |

XC-bilar
| Modellnamn      | Effekt (hk) | Vridmoment (Nm@rpm) | Volym (cm³) | Motormodell | Förbrukning (l/100km) | CO2-utsläpp (g/km) | Kommentar               | Aktuell? |
| --------------- | ----------- | ------------------- | ----------- | ----------- | --------------------- | ------------------ | ----------------------- | -------- |
| XC70 2.4D DRIVe | 175         | 420@1500-2750       | 2400        | D5244T14    | 6.0                   | 159                | 5-cylindrig turbodiesel | Ja       |
| XC60 2.4D DRIVe | 175         | 420@1500-2750       | 2400        | D5244T14    | 6.0                   | 159                | 5-cylindrig turbodiesel | Ja       |

## Modellutbud DRIVe 2009
Mellanklassbilar
| Modellnamn                 | Effekt (hk) | Vridmoment (Nm@rpm) | Volym (cm³) | Motormodell | Förbrukning (l/100km) | CO2-utsläpp (g/km) | Kommentar                                      |
| -------------------------- | ----------- | ------------------- | ----------- | ----------- | --------------------- | ------------------ | ---------------------------------------------- |
| C30 1.6D DRIVe             | 109         | 240@1750            | 1560        | D4164T      | 4.5                   | 119                | 4-cylindrig turbodiesel                        |
| S40 1.6D DRIVe             | 109         | 240@1750            | 1560        | D4164T      | 4.5                   | 119                | 4-cylindrig turbodiesel                        |
| V50 1.6D DRIVe             | 109         | 240@1750            | 1560        | D4164T      | 4.5                   | 119                | 4-cylindrig turbodiesel                        |
| C30 1.6D DRIVe Start/Stopp | 109         | 240@1750            | 1560        | D4164T      | 3.9                   | 104                | 4-cylindrig turbodiesel                        |
| C30 1.6D DRIVe Start/Stopp | 109         | 240@1750            | 1560        | D4164T      | 3.8                   | 99                 | 4-cylindrig turbodiesel Facelift modellår 2010 |
| S40 1.6D DRIVe Start/Stopp | 109         | 240@1750            | 1560        | D4164T      | 3.9                   | 104                | 4-cylindrig turbodiesel                        |
| V50 1.6D DRIVe Start/Stopp | 109         | 240@1750            | 1560        | D4164T      | 3.9                   | 104                | 4-cylindrig turbodiesel                        |

Stora bilar
| Modellnamn     | Effekt (hk) | Vridmoment (Nm@rpm) | Volym (cm³) | Motormodell | Förbrukning (l/100km) | CO2-utsläpp (g/km) | Kommentar               |
| -------------- | ----------- | ------------------- | ----------- | ----------- | --------------------- | ------------------ | ----------------------- |
| V70 1.6D DRIVe | 109         | 240@1750            | 1560        | D4164T      | 4.9                   | 129                | 4-cylindrig turbodiesel |
| S80 1.6D DRIVe | 109         | 240@1750            | 1560        | D4164T      | 4.8                   | 128                | 4-cylindrig turbodiesel |

XC-bilar
| Modellnamn      | Effekt (hk) | Vridmoment (Nm@rpm) | Volym (cm³) | Motormodell | Förbrukning (l/100km) | CO2-utsläpp (g/km) | Kommentar               |
| --------------- | ----------- | ------------------- | ----------- | ----------- | --------------------- | ------------------ | ----------------------- |
| XC70 2.4D DRIVe | 175         | 420@1500-2750       | 2400        | D5244T14    | 6.0                   | 159                | 5-cylindrig turbodiesel |
| XC60 2.4D DRIVe | 175         | 420@1500-2750       | 2400        | D5244T14    | 6.0                   | 159                | 5-cylindrig turbodiesel |

## Modellutbud DRIVe 2008
Mellanklassbilar
| Modellnamn     | Effekt (hk) | Vridmoment (Nm@rpm) | Volym (cm³) | Motormodell | Förbrukning (l/100km) | CO2-utsläpp (g/km) | Kommentar               |
| -------------- | ----------- | ------------------- | ----------- | ----------- | --------------------- | ------------------ | ----------------------- |
| C30 1.6D DRIVe | 109         | 240@1750            | 1560        | D4164T      | 4.4                   | 115                | 4-cylindrig turbodiesel |
| S40 1.6D DRIVe | 109         | 240@1750            | 1560        | D4164T      | 4.5                   | 118                | 4-cylindrig turbodiesel |
| V50 1.6D DRIVe | 109         | 240@1750            | 1560        | D4164T      | 4.5                   | 118                | 4-cylindrig turbodiesel |

## DRIVe - teorin i praktiken

### Minskat luft- ochrullmotstånd
Genom att minska det motstånd som luften skapar på bilen när den förs fram genom luften och minska det motstånd som däckens deformation ger upphov till när bilen rullar fram över vägbanan minskar även den effekt som motorn måste generera för att framföra bilen i en viss hastighet. Bilägare som kör mycket på landsväg och motorväg i höga hastigheter tjänar mer på dessa förbättringar än en annan bilägare som kör mest i stadstrafik eller i låga hastigheter.

### Bättre motorstyrning
Genom att den effekt som behövs för att framföra bilen har minskat blev det möjligt att göra om motorns styrsystem och sänka bränsleförbrukningen. Huvudskälet till detta är att lägre effekt ger mindre utsläpp av kväveoxider som annars måste motverkas genom åtgärder i motorns styrning som sänker verkningsgraden hos förbränningen.

### Bättre styrning av styrservo
Genom att minska effektförbrukningen hos bilens elektriska styrservopump vid körning där styrservoassistans inte behövs, kan elförbrukningen och därmed behovet av effekt till att driva generatorn minskas.

### Oljan i växellådan har lägre friktion
Genom att minska effektförlusten i bilens växellåda på grund av friktion när bilen körs, och innan oljan har blivit varm, minskas motorns effektuttag. Främst har den nya oljan medfört en minskning av friktionen efter kallstart innan oljan blivit varm.

### Ändrad utväxling
Genom att effektbehovet minskat har man kunnat göra om utväxlingen för växel 3, 4 och 5 så att varvtalet har kunnat sänkas. Detta medför att motorn kan arbeta med högre verkningsgrad.

### Växlingsindikator
En växlingsindikator är en pil eller liknande symbol i instrumentet på bilen som visar för föraren när bilens dator anser att det är dags att byta växel.

### Start/stopp-funktion
Genom att låta motorn stängas av istället för att gå på tomgång kan bränsleförbrukningen sänkas. För att funktionen skall aktiveras och stänga av motorn måste växelspaken vid stopp föras till neutralläge och kopplingspedalen släppas upp. Så snart kopplingen trycks ned startas motorn. För att funktionen skall spara bränsle krävs också att stoppet är så långt att besparingen övergår kostnaden i form av att återstarta motorn med startmotorn.

### Regenerativ laddning
Regenerativ laddning går ut på att bilens batteri laddas främst vid de tillfällen då fordonet bromsas. Generatorn styrs alltså så att den laddar maximalt då bilens bromsljus tänds. Detta minskar behovet av att belasta motorn med det behov generatorn har vid andra körfall.